# Amy Bonner
Amy Lynn Bonner (* 28. September 1971) ist eine US-amerikanische Schiedsrichterin im Basketball.

## Karriere
Sie arbeitet als Schiedsrichterin im College-Basketball der Frauen, in der Women’s National Basketball Association und in der NBA G-League.
Zudem ist sie als FIBA-Basketballschiedsrichterin tätig. Zusammen mit ihren Kolleginnen Jenna Reneau und Blanca Burns war sie eine der ersten Schiedsrichterinnen, welche bei einer Basketball-Weltmeisterschaft der Herren zum Einsatz kamen.